# Завод суперфосфату у Хорнбі
Завод суперфосфату в Хорнбі — підприємство хімічної промисловості на Південному острові Нової Зеландії.
Завод ввела в дію у 1922 році компанія Kempthorne Prosser, яка до того вже запустила майданчики з виробництва суперфосфату у Бернсайді та Вестфілді (обидва почали діяти ще в 19 столітті).
Станом на кінець 1940-х потужність заводу становила 55 тисяч тонн, при цьому фактично в 1947/1948 фінансовому році виробили 52 тисячі тонн суперфосфату.
Технологія випуску суперфосфату передбачає обробку фосфоритів сульфатною кислотою, яку так само продукували в Хорнбі.
В 1977-му завод викупила компанія Ravensdown Fertiliser Co-operative Limited (більш відома як просто Ravensdown).
Станом на початок 2020-х виробнича потужність майданчику становила 214 (за іншими даними - 160) тисяч тонн суперфосфату на рік, при цьому в 2010/2011 – 2018/2019 фінансових роках фактичне виробництво зменшилось зі 185 до 104 тисяч тонн.